# Programa Gates Millennium Scholars
O Programa Gates Millennium Scholars (GMS) é um prêmio de bolsa de estudos acadêmica e um programa de ensino superior, disponível para alunos de minorias étnicas de alto desempenho nos Estados Unidos. Foi estabelecido em 1999 e financiado pelo fundador da Microsoft, Bill Gates, através da Fundação Bill & Melinda Gates. Os bolsistas da Gates Millennium recebem uma bolsa de estudos integral para frequentar qualquer faculdade ou universidade dos EUA e também recebem oportunidades de desenvolvimento de liderança, orientação, bem como apoio acadêmico, financeiro e social.

## História
A bolsa foi iniciada em 1999 como resultado de uma doação de US $1 bilhão do fundador da Microsoft, Bill Gates. O programa é atualmente administrado pelo United Negro College Fund e organizações parceiras, incluindo o Hispanic Scholarship Fund, APIA Scholars (anteriormente conhecido como Asian & Pacific Islander American Scholarship Fund), e o American Indian Graduate Center. Desde o seu início, a bolsa já pagou mais de 20.000 alunos para frequentar faculdades e universidades e concedeu mais de US $614 milhões para custos de educação, incluindo mensalidades, taxas, livros e alojamento.
"É fundamental para o futuro da América que tiremos proveito de toda a gama de talentos e habilidades para desenvolver a próxima geração de líderes", disse Bill Gates, co-fundador da Fundação Bill & Melinda Gates. "O programa Millennium Scholars tem como objetivo garantir que construamos uma América mais forte por meio de melhores oportunidades educacionais."

## Objetivo
Ao estabelecer a bolsa Gates Millennium Scholars, a Bill and Melinda Gates Foundation esperava criar uma rede de futuros líderes de todo o mundo que trariam uma nova visão e compromisso para melhorar as condições de vida dos cidadãos em seus respectivos países. Com o tempo, prevê-se que os bolsistas Gates se tornarão líderes em todos os seus respectivos campos e ajudarão a resolver problemas globais relacionados à saúde, equidade, tecnologia e aprendizagem - todas as áreas nas quais a Fundação está profundamente engajada.

## Seleção
Para atender às qualificações mínimas para o prêmio de bolsa de estudos, os candidatos devem ser alunos do último ano do ensino médio com pelo menos uma média cumulativa de 3,3 pontos em uma escala de 4,0, elegíveis para o Federal Pell Grant e que planejam se inscrever em tempo integral Faculdade ou universidade dos EUA. Além disso, os candidatos devem ser cidadãos, nacionais ou residentes legais permanentes dos Estados Unidos e descendentes de afro-americanos, índios americanos / nativos do Alasca, ilhéus da Ásia-Pacífico ou hispano-americanos. Idealmente, os candidatos devem ser capazes de fornecer exemplos sólidos de sucesso e crescimento pessoal (maturidade emocional, motivação etc.) e demonstrar habilidades de liderança excepcionais.
O programa de bolsas é altamente competitivo, com apenas 1.000 alunos selecionados entre mais de 50.000 candidatos.